# Bhars
Els bhars són una casta hindú del nord de l'Índia. Són també coneguts com a rajbhars. Els caps bhars ostentaven diversos títols: rajbhar, bhardwaj, ray, rai, singh, bharg, kalhans, nagbanshiya o bhor.

## Història i origen
Bhar és una paraula es derivava de llengües tribals com el gondi i el munda, i vol dir "guerrer". La societat tribal de l'Índia central solia tenir la seva pròpia jerarquia, amb clans que s'estenien dels bramins (classe sacerdotal), guerrers, i classe domèstica. La societat tribal tenia un respecte especial pels seus guerrers i clans marcials. Bhar era un d'aquestos clans, que en el període Medieval tenia els seus propis petits principats en diverses parts de l'Índia del nord. Els bhars formaren petits regnes petits a la regió d'Uttar Pradesh oriental, fins que en foren expulsats per la invasió dels rajputs i grups musulmans a l'edat mitjana posterior. L'últim raja bhar fou mort per Ibrahim Shah Sharki, soldà de Jaunpur.

## Gotres
Els gotres (singular gotra) són els clans o tribus formats per persones que són descendents en una línia masculina no trencada d'un ancestre mascle comú. Així avui els kshatryes (elit militar i governant del sistema vèdic hindú determinat pels vedes i les lleis de Manu) estan dividits en 49 clans o tribus (gotra): 7 somavansi, 7 suryavansi, 7 agnivansi, 7 nagavansi, 7 sarasvansi (o apavansi), 7 govansi (o bhumivansi), i 7 vayuvansi.

## Història
Al començament del segle IX el rei dels Gurjara-Pratihara, Nagbhatta II, va enderrocar al Ayodhyes que governaven aleshores a Kanauj, i feren d'aquesta ciutat la capital del seu imperi en expansió, que aconseguia la seva màxima extensió en el regnat del famós Mihirbhoj (836-885 dC). Des de temps de Mahipal, el poder de Kanauj va començar a declinar, i l'Awadh es va dividir en petits estats manats per caps, tots els quals van haver de reconèixer finalment a l'emergent poder dels Gaharwals de Kanauj.
Jay Chandra (1170-1194 A.D.), el darrer governant important de la dinastia, va morir en la batalla de Chandawar (prop d'Etawah) combatent amb els invasors de Ghiyath al-Din Muhammad de Ghur. Poc després de la seva mort, Kanauj fou ocupat pels turcs gúrides. El seu net va acabar fugint a Kantit al districte de Mirzapur; allí va vèncer el raja bhar del districte i va fundar la família dels rages Gaharwar de Kantit (Mirzapur) que encara subsisteix. Tots els rages Gaharwar de Kantit tenen el seu origen a Benarés o Bijapur. Els predecessors dels gaharwars foren els bhars, una raça de gran empenta, que construïa forts, preses, i similars.
Els bhars eren un antic clan de kshatriyes del districte de Benarès, del qual el Raj-Bhar i el Bharpatwa eren seccions, encara que no podien menjar junts ni es podien casar entre ells. Es diu que van governar el territori d'Uttar Pradesh oriental, incloent-hi Suagor, en diversos moments, i moltes antigues fortaleses també els són assignades. Als turons a l'est de Mirzapur, els principats de Korar, Kurrich, i Huraha eren cadascun tingut per un raja bhar. Molts dels antics forts de pedra, terraplens, i excavacions dels bhars a Gorakhpur, Azimghur, Jonpur, Mirzapur, etc., encara es conserven. La cèlebre fortalesa de Vijayagarh encara és coneguda com a fort Bharawati; i un pargana a Benares s'anomena Bhadoi, probablement derivat de Bhar-dai. Es diu a vegades que podrien tenir una connexió amb l'antiga tribu guerrera dels Bharates que donen nom a l'Índia.
Segons les llegendes, durant segles Basti era un desert i una gran part gran de l'est de l'Uttar Pradesh estava ocupat pel bhars. Es diu que la capital dels bhars estava a menys de 10 km de Mirzapur, i que tenia 150 temples. Elliot (Supplemental Glossary, art. Bhar) esmenta que "tradicions comunes assignen als bhars la possessió de tot el territori que va des de Gorakhpur a Bundelkhand i Saugor, i moltes cavernes subterrànies a Gorakhpur, Azamgarh, Jaunpur, Mirzapur, i Allahabad que se'ls atribueixen, semblaria indicar una civilització considerablement avançada. Mr. Smith assegura que el bhars van adoptar la religió jainista, però no hi ha cap prova en favor d'aquesta tesi. Els gaharwars derivaren probablement del bhars, i es diu que els chandeles són una branca del Gaharwars. Els chandeles no obstant sembla que deriven dels Gonds. Molts dels clans rajputs moderns de l'est de l'Uttar Pradesh com Gargwanshis, Bisens, Raikwars, Rajkumars, Kalhans, etc. són considerats pels erudits com originats a partir d'antics clans governants bhars.

## Present
Els bhars són principalment una comunitat de petits conreadores de terra que complementen els seus ingressos per treball a sou. Els propietaris de terra són gairebé tots petits propietaris, i molts bhars treballen en camps dels que són amos. Els bhars són una comunitat hindú, i tenen costums similars a altres comunitats de religió hindú de l'Awadh. Parlen awadhi i bhojpuri. La comunitat es troba als districtes d'Azamgarh, Jaunpur, Ghazipur, Gonda, Gorakhpur, Varanasi i Faizabad.